# 拉文克劳
雷文克勞（英語：Ravenclaw），是J·K·羅琳的奇幻小說系列《哈利·波特》中，霍格華茲的四大學院之一。該學院由羅威娜·雷文克勞創立，其原有的代表動物是鷹而不是渡鴉（電影中為了更貼題而把牠改為渡鴉），以智慧聰敏作收生準則，著重知識、創造力與包容性；該學院的導師是魔咒學教授菲力·孚立維，而學院幽靈是羅威娜·雷文克勞的女兒—海倫娜·雷文克勞（灰衣貴婦）。根據羅琳的說法，雷文克勞學院大致對應於四大元素中的風，其代表顏色為藍色和青銅色。
雷文克勞學院培養了許多著名的巫師，包括該系列主角哈利·波特的初戀女友—張秋，以及他的好友露娜·羅古德:43。

## 特質
雷文克勞學院著重智慧、博學、睿智與機智，因此該學院更傾向於選擇具有天賦且積極學習的學生。該學院的代表物是鷹而不是渡鴉（電影中為了更貼題而把牠改為渡鴉），而其代表顏色為藍色和青銅色（哈利波特系列和怪獸系列中以藍色和銀色的領帶和圍巾代替）。在該系列的小說及電影中，該學院的導師是魔咒學教授菲力·孚立維，而學院幽靈是有灰衣貴婦之稱的海倫娜·雷文克勞。
據羅琳所述，葛來分多學院的妙麗·格蘭傑與米奈娃·麥都是非常聰明的女巫，兩人分別於其班級當中成為最優秀的女巫，而分類帽也曾經很嚴肅地考慮把她們派到雷文克勞學院。
此外，雷文克勞學院尊重個別差異，對於各類資質的學生具有很強的接納和包容性，因此該學院的學生有時也會顯得很特別，具有不同尋常的知識興趣，比如哈利的好友—露娜·羅古德就是該學院的學生。雷文克勞普遍歡迎並接受這些「怪人」，而那裡也是他們最理想的學院。
對於學業成就方面，雷文克勞有著相當的競爭力。赫夫帕夫的級長加布里埃爾·杜魯門曾指出，雷文克勞的人會因為自己的學院走出了名人而感到非常驕傲，然而雷文克勞通常跟其他學院之間並沒有甚麼強烈的競爭關係，除了在魁地奇比賽（在這種情況下，他們跟赫夫帕夫的競爭最為激烈）。哈利認為雷文克勞會跟赫夫帕夫學院一樣，跟葛來分多站在一起對抗史萊哲林。後來也確實有許多雷文克勞的學生加入了鄧不利多的軍隊，並在霍格華茲大戰中跟葛來分多與赫夫帕夫的師生並肩作戰，其中包括哈利的初戀女友張秋。

## 位置
雷文克勞塔位於霍格華茲城堡的西面，其交誼廳是一間很大的圓形房間，其穹頂天花板上繪畫了星星，牆壁上的窗戶呈拱形，上面掛著藍色與青銅色的絲綢窗簾，地下舖著深藍色的地毯，地毯上也布滿佈著星星。地板上擺放了桌子、扶手椅和書架，交誼廳裡還有一尊戴著王冠的羅威娜·雷文克勞白色大理石雕像複製品，該雕像複製品佇立於交誼廳大門對面的壁龕裡。哈利·波特曾於1998年進到該交誼廳為了尋找佛地魔分靈體的線索，哈利還指出，雷文克勞「擁有周圍群山的壯麗景色」。
跟其他學院交誼廳有所不同的是，雷文克勞交誼廳的進入者必須先正確回答弟並解決由鷹形青銅門環給出的一個邏輯謎語才能進入，而葛來分多及史萊哲林的交誼廳只需要密碼就能進入。這說明了不論進入者是來自哪個學院，只有擁有足夠智慧的人就能夠入內。作為葛來分多學院導師的麥教授於1998年由於準確地解開了謎題，因此她毫不費力地就能進入到雷文克勞交誼廳。

## 相關物品
雷文克勞的傳承物品是雷文克勞的王冕，那是屬於羅威娜·雷文克勞的一頂經已褪色生鏽的寶石王冠，相傳戴上它會使人更聰明。後來羅威娜的女兒—海倫娜·雷文克勞為了試圖變得比其母親更聰明而把該王冕偷去，並藏於阿爾巴尼亞森林一棵空心樹的樹洞中，直至湯姆·瑞斗使計從海倫娜那裡得知此事。一直在尋找具有歷史意義的物品來製作分靈體的瑞斗，他後來利用該王冕製作其分靈體，並在多年後回到霍格華茲城堡時把它藏於萬應室裡。哈利·波特於《死神的聖物》中成功說服海倫娜把王冕的位置告訴他，讓他找到成為了分靈體的王冕，該王冕最終被其同學克拉所施放的惡魔之火摧毀。

## 代表人物
- 羅威娜·雷文克勞
- 海倫娜·雷文克勞
- 奎里納斯·奎若
- 菲力·孚立維
- 吉德羅·洛哈
- 張秋
- 露娜·羅古德